# 阿苯哥
阿苯哥（Abengoa, S.A. 西班牙語發音：[aβeŋˈɡoa]）是一家西班牙跨國能源、電信公司，成立於1941年。總部位於西班牙塞維利亞。其主要產業是可再生能源，2012年時除去西班牙外，其服務還发展到全球其他80多個國家。2021年2月破产。

## 外部連結
- 官方网站